# 善堂

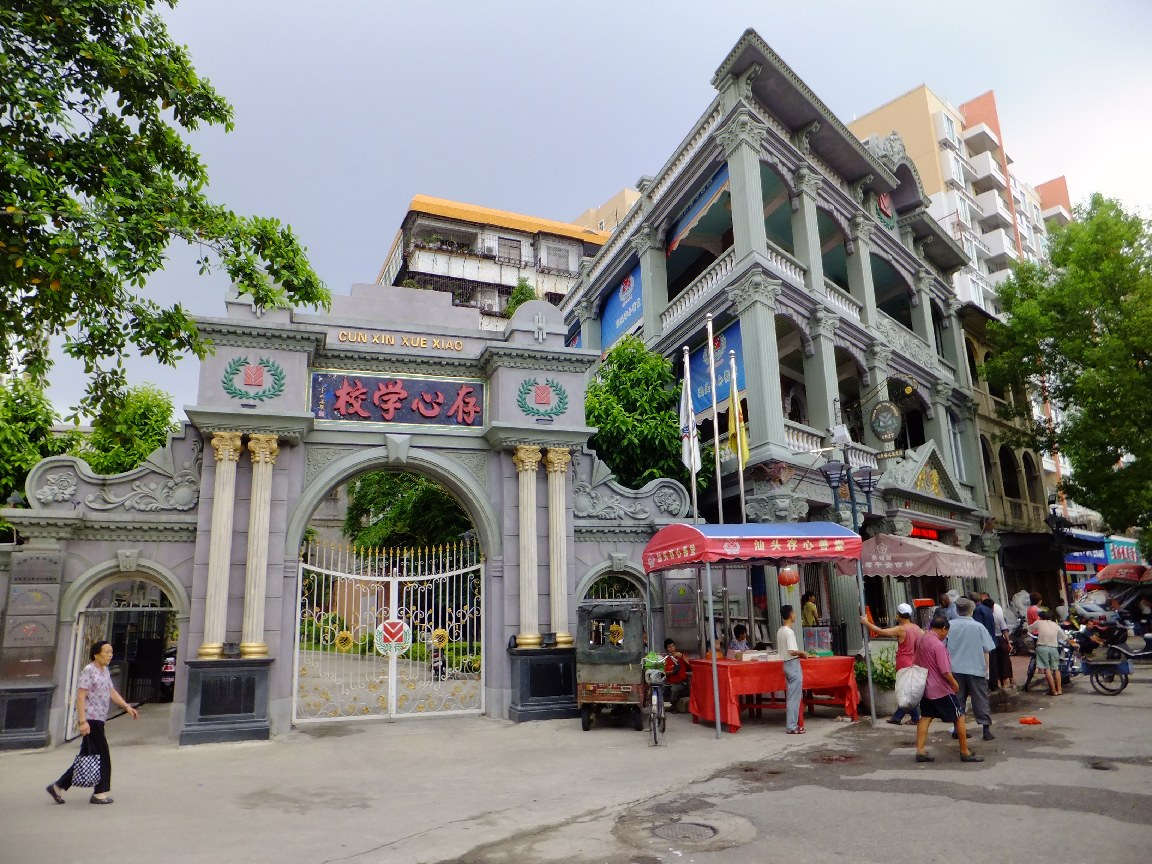
汕頭市外馬路の存心善堂と存心学校

善堂（ぜんどう）とは、明代末期に河南省で誕生した慈善のための結社。豪紳の親睦会が元となり、清代に中国全土に普及した。組織を善会、その運営する実体を善堂と呼び分けることもある。
中国における善堂組織は中華人民共和国の成立とともに衰退したが、潮州系移民の多いタイやシンガポールでは20世紀中頃から多くの組織が生まれ発展した。特に政府や自治体による救急組織が2008年まで存在しなかったタイでは、21世紀の現在でも民間救急の担い手として存在を示している。

## 大峰祖師信仰
仏教組織としての善堂は大峰祖師（タイ語ではหลวงปู่ไต้ฮง　もしくはไต้ฮงกง。「宋大峯祖師」とも）への信仰が元になっている。
大峰祖師は北宋の僧侶。1039年、中国浙江省温州市の生まれ。姓は林。裕福な家庭に生まれ、教育と仏教の修養を受けた。科挙に通り、進士となり、郡長を務める。しかし、54歳のときに、政治の腐敗に失望し、僧侶になり、仏法の普及に努めた。
81歳のときに、行脚していた折に広東省潮陽県和平里で雨安居に入り滞在することになった。当時、その地域は暴風雨、河川氾濫、疫病、火災、干ばつなどさまざまな災害に苦しんでおり、行き倒れた死体が数多く散乱していた。大峰祖師は死体を集めて荼毘に付し、診療所を開設、困窮する民衆に食糧を配った。また、民衆や弟子を諭し、家族を失った人、困窮する人びとに徳を積み、慈愛を持った行いをするように薦めた。1127年に88歳で没したが、死後その徳を称えて「報徳堂」が建立された。清代に仏寺として報徳堂が再建されるころには大峰祖師自身の神格化が進み、民衆の信仰対象となっていった。

## 潮州善堂
清代末期の社会混乱期に、上記の大峰祖師信仰と結びついて潮州および汕頭で発展したものが潮州善堂（または潮汕善堂）である。1899年に設立された存心善堂は、中華民国時代に大きく発展し、最盛期にはスタッフ100名、会員2,000名以上を数え、災害救助・炊き出し・貧困者救済を始め、消防組織や病院、学校運営にまで至った潮州善堂の最大の組織であったが、中華人民共和国の成立とともに1951年に閉鎖された。1990年代にタイの善堂組織の支援で復興が試みられたがうまくゆかず、2003年に地元有志の力で再度復興している。

## 東南アジアの善堂

### タイ

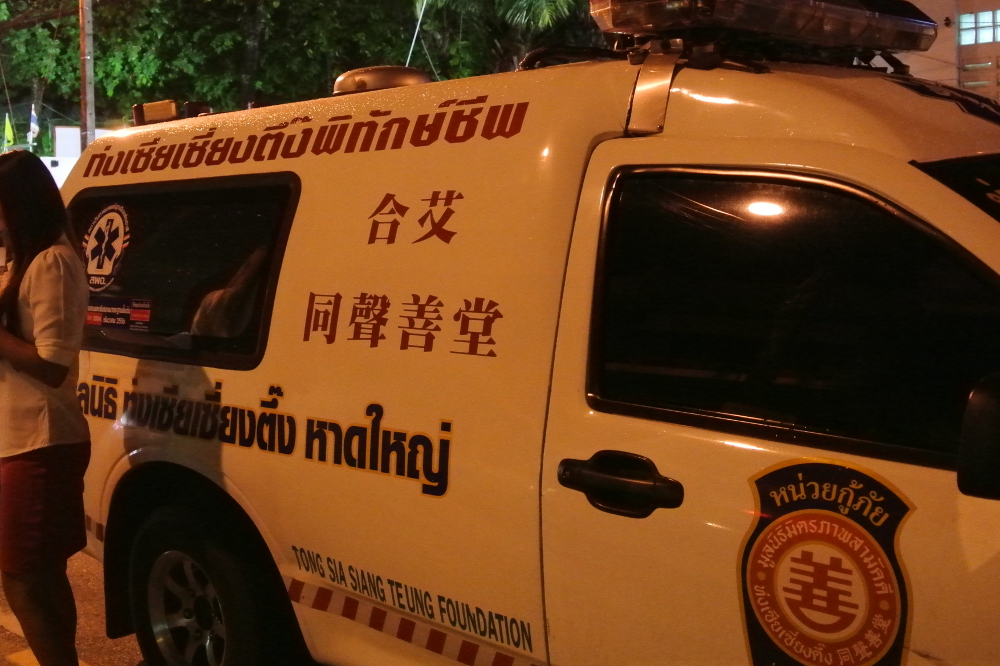
イベント会場で待機する合艾同聲善堂のレスキュー車両

タイでの「善堂」の活動内容は基本的に存心善堂と共通する。バンコクではヤワラートの報徳堂、全国規模の組織としては泰国義徳善堂、華僑報徳善堂、サヤーム・ルワム・ヂャイ（泰國聯心善堂）、南部では連合組織「泰南十四府聯合救災機構」の中核として商都ハジャイ（合艾）で活動する合艾同聲善堂などがある。

### マレー半島
1916年に潮安県（現在の潮州市）出身の華人が設立した修徳善堂養心社や、第二次大戦中に修徳善堂など5つの善堂により結成され、2005年現在はシンガポールに10の善堂とマレーシアに10の分堂を持つ「新加坡中華善堂藍十救済総会」がある。